# واحد محاسبه و منطق
واحد محاسبه و منطق (به انگلیسی: Arithmetic logic unit (ALU))، یک مدار ترکیبی دیجیتال است که عملیات حساب و منطق را روی اعداد دودویی صحیح انجام می‌دهد. این در حالیست که واحد اعداد اعشاری (به انگلیسی:floating-point unit) مربوط به واحد محاسبه و منطق یک قطعهٔ سازندهٔ اساسی برای بسیاری از مدارهای محاسباتی از جمله واحد پردازش مرکزی کامپیوتر (CPU)، و واحد پردازندهٔ گرافیکی(GPU)ها (به انگلیسی: Graphics Processing Unit) است.

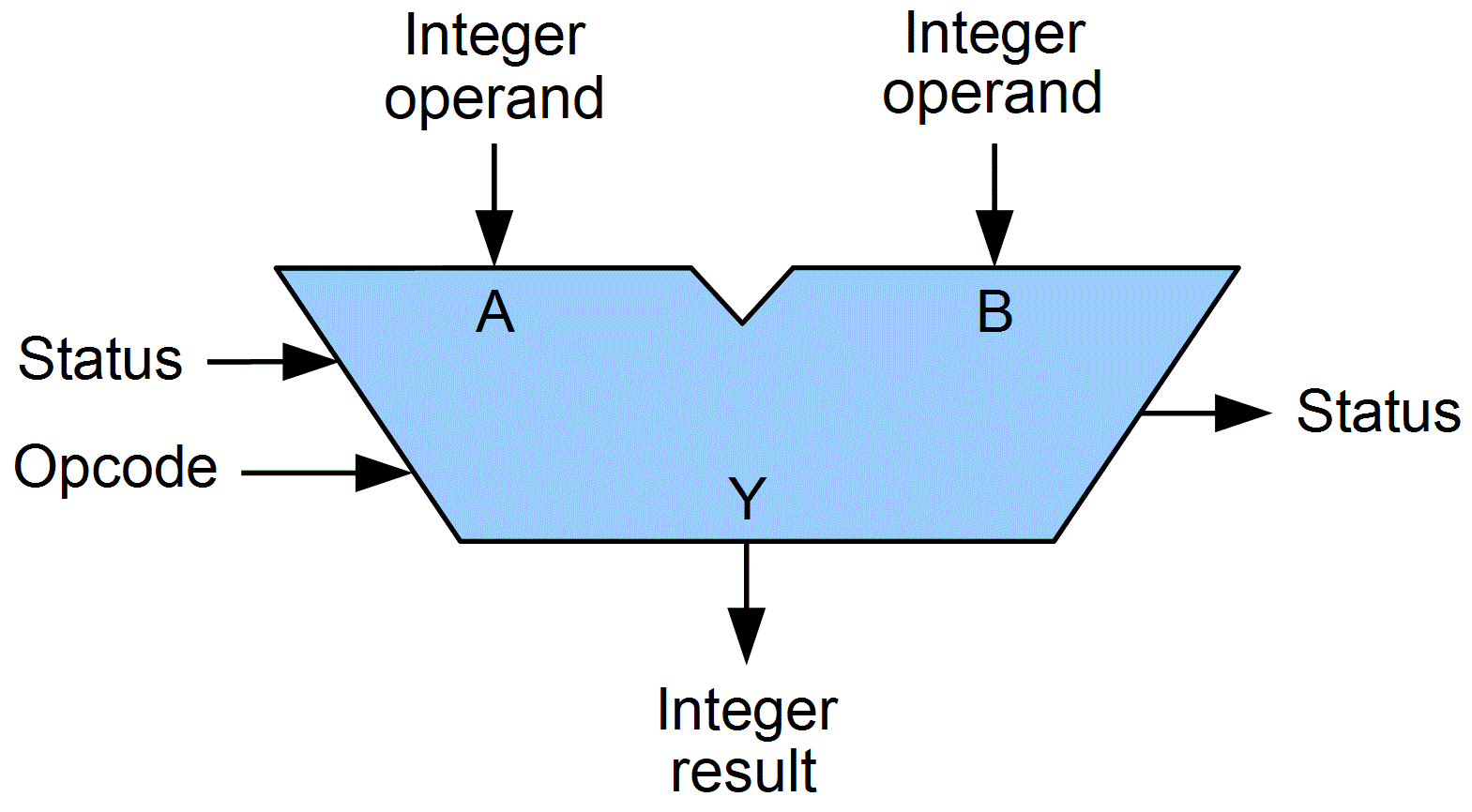
نمایش سمبولیک ALU و سیگنال‌های ورودی و خروجی آن که با فلش‌های رو به داخل و رو به خارج ALU نمایش داده شده‌است. هر فلش نمایانگر یک یا بیش از یک سیگنال است. سیگنال‌های کنترل از چپ وارد می‌شوند و سیگنال‌های وضعیت از راست خارج می‌شوند. داده‌ها از بالا به پایین جریان دارند..

ورودی های(ALU) ای ال یو، داده‌هایی هستند که قرار است روی آن‌ها عملیات انجام گیرد که عملوند (به انگلیسی: operand) نام دارند. خروجی ای ال یو حاصل این عملیات است. در بسیاری از طراحی‌ها، ای ال یو حاوی ورودی‌ها و خروجی‌های وضعیت یا هر دو نیز هست که به ترتیب اطلاعاتی را در رابطه با وضعیت قبلی یا وضعیت کنونی بین ای ال یو و ثبات‌های وضعیت خارجی منتقل می‌کنند.

## سیگنال‌ها
ای ال یو دارای طیف‌های وسیعی از شبکه‌های ورودی و خروجی است که رساناهایی الکتریکی هستند و برای انتقال سیگنال‌های دیجیتال بین ای ال یو و مدار خارجی استفاده می‌شوند. هنگامی‌که ای ال یو در حال عملیات است، مدارهای خارجی سیگنال‌هایی را به ای ال یو اعمال می‌کنند و در پاسخ، ای ال یو از طریق خروجی‌هایش سیگنال‌هایی را تولید و به مدار خارجی منتقل می‌کند.

### داده
یک ای ال یو پایه دارای سه گذرگاه دادهٔ موازی از جمله دو عملوند(OPERAND) ورودی (A و B) و یک خروجی حاصل (Y) است. هر گذرگاه داده شامل گروهی از سیگنال‌ها است که یک عدد صحیح باینری را منتقل می‌کنند. به‌طور معمول، پهنای گذرگاه (تعداد سیگنال‌های تشکیل دهندهٔ هر گذرگاه) A و B و Y مشابهند و با اندازهٔ کلمهٔ مدار خارجی (مثلاً سی پی یو احاطه گر یا سایر پردازش گرها) منطبق هستند.

### آپ‌کد
ورودی آپ کد یک گذرگاه موازی است که کد انتخاب عملیات را که یک مقدار عددی است به ای ال یو منتقل می‌کند. این مقدار عددی، نوع عملیات حساب یا منطق دلخواه را که قرار است توسط ای ال یو اجرا شود، مشخص می‌کند. اندازهٔ آپ کد (یعنی پهنای گذرگاه آن) نشاندهندهٔ حداکثر تعداد عملیاتی است که توسط ای ال یو قابل انجام است. برای مثال یک آپ کد چهار بیتی می‌تواند تا شانزده عملیات مختلف را در ای ال یو مشخص کند. به‌طور کلی، آپ کد ای ال یو مشابه آپ کد زبان ماشین نیست، اگرچه در برخی موارد، ممکن است به‌طور مستقیم به شکل یک bit field در داخل یک آپ کد زبان ماشین کدگذاری شود.

### وضعیت

#### خروجی‌ها
خروجی‌های وضعیت، سیگنال‌های منفرد مختلفی هستند که حاوی اطلاعاتی پیرامون نتیجهٔ عملیات کنونی ای ال یو هستند. ای ال یوهای دارای کاربرد عمومی، به‌طور معمول حاوی سیگنال‌های وضعیت زیر هستند:
- رقم انتقالی خارجی (به انگلیسی: carry out): که رقم انتقالی حاصل از عملیات جمع، رقم قرض حاصل از عملیات تفریق، یا بیت سرریز از یک عملیات جابجایی را منتقل می‌کند.
- صفر: نشان می‌دهد که تمام بیت‌های Y صفر منطقی هستند.
- منفی: نشان می‌دهد نتیجهٔ یک عملیات حسابی منفی است.
- سرریز: نشان می‌دهد نتیجهٔ یک عملیات حسابی بیشتر از محدودهٔ رقمی Y شده‌است.
- زوجیت/فردیت(به انگلیسی: parity): نشان می‌دهد که آیا تعداد زوج یا فردی از بیت‌ها در Y یک منطقی هستند.

در پایان هر عملیات ای ال یو، سیگنال‌های خروجی وضعیت معمولاً در رجیسترهای خارجی ذخیره می‌شوند تا برای عملیات بعدی در ای ال یو (مثلاً پیاده‌سازی محاسبهٔ دقیق چند مرحله ای (به انگلیسی: multiple-precision arithmetic)) یا برای کنترل انشعاب شرطی (به انگلیسی: conditional branching) در دسترس باشند.
مجموعهٔ رجیسترهای بیت که خروجی‌های وضعیت را ذخیره می‌کنند معمولاً به شکل یک رجیستر چند بیتی منفرد در نظر گرفته می‌شوند که به آن رجیستر وضعیت یا رجیستر کد وضعیت گفته می‌شود.

#### ورودی‌ها
ورودی‌های وضعیت باعث می‌شوند تا اطلاعات اضافه برای ای ال یو در زمان انجام یک عملیات فراهم شود. به‌طور معمول، این ورودی یک بیت انتقالی ورودی منفرد است که همان بیت ذخیره شده از یک عملیات قبلی ای ال یو است.

## عملیات مدار

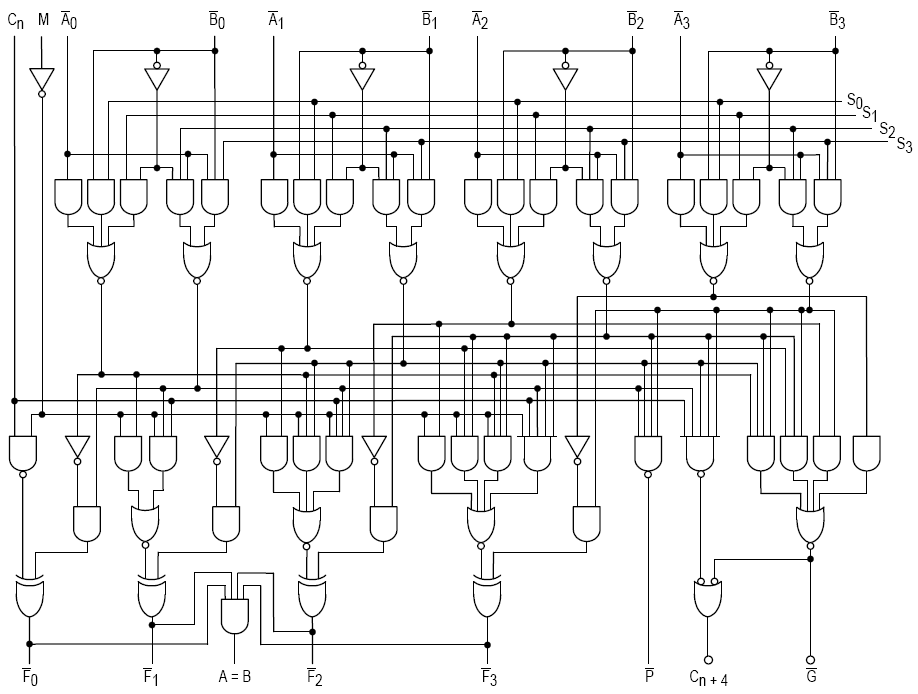
مدار منطقی ترکیبی آی سی ۷۴۱۸۱ که یک ای ال یو ۴ بیتی ساده است.
واحد محاسبه و منطق یک مدار منطقی ترکیبی است، به این معنی که خروجی‌های آن در پاسخ به تغییرات ورودی به‌طور غیر همزمان تغییر می‌کند. در عملیات نرمال، سیگنال‌های پایدار به تمام ورودی‌های ای ال یو اعمال می‌شود و هنگامی‌که زمان کافی یا همان زمان تاخیر انتشار (به انگلیسی: propagation delay) گذشته باشد تا سیگنال‌ها در مدار ای ال یو منتشر شوند، آنگاه نتیجهٔ عملیات ای ال یو در خروجی آن ظاهر می‌شود. مدار خارجی متصل به ای ال یو باعث می‌شود تا از پایداری سیگنال‌های ورودی ای ال یو در طی عملیات مطمئن شویم و همچنین زمان کافی به سیگنال‌ها می‌دهد تا قبل از دریافت نتیجهٔ ای ال یو، در مسیر منتشر شوند.
به‌طور کلی، مدار خارجی با اعمال سیگنال‌ها به ورودی‌های ای ال یو، آن را کنترل می‌کند. به‌طور معمول، مدار خارجی از منطق ترتیبی برای کنترل عملیات ای ال یو استفاده می‌کند. سرعت و ریتم این مدار ترتیبی توسط یک سیگنال ساعت با فرکانس نسبتاً پایین تنظیم می‌شود تا زمان کافی برای تولید خروجی‌های ای ال یو در بدترین شرایط فراهم باشد. برای مثال یک سی پی یو با متصل کردن و مسیردهی عملوندها از منبع (که معمولاً رجیسترها هستند) به ورودی‌های عملوند ای ال یو یک عملیات جمع را در ای ال یو آغاز می‌کند و به‌طور همزمان، واحد کنترل یک مقدار مشخص را به ورودی آپ کد ای ال یو می‌دهد تا عمل جمع را انجام دهد. همچنین، به‌طور همزمان، سی پی یو، خروجی حاصل ای ال یو را به یک رجیستر مقصد که مقدار جمع را دریافت می‌کند، وصل و مسیردهی می‌کند. سیگنال‌های ورودی ای ال یو، که تا زمان ساعت بعدی پایدار نگه داشته می‌شوند، در تمام ای ال یو منتشر می‌شوند و به رجیستر مقصد می‌رسند، این در حالی است که سی پی یو منتظر ساعت بعدی است. با فرارسیدن ساعت بعدی، رجیستر مقصد نتیجهٔ ای ال یو را ذخیره می‌کند و از آنجاییکه عملیات ای ال یو کامل شده‌است، ورودی‌های ای ال یو ممکن است برای عملیات بعدی ای ال یو آماده شوند.

## توابع
به‌طور معمول، تعدادی توابع منطقی اساسی و محاسباتی تک بیتی توسط ای ال یوها پشتیبانی می‌شوند. ای ال یوهای پایه ای و با کاربرد عمومی معمولاً از این عملیات پشتیبانی می‌کنند:

### عملیات حسابی
- جمع: A و B با هم جمع می‌شوند و حاصلجمع در Y و بیت انتقالی خروجی ظاهر می‌شود.
- جمع همراه با بیت انتقالی: A و B و بیت انتقالی ورودی با هم جمع می‌شوند و حاصل جمع در Y و بیت انتقالی خروجی ظاهر می‌شود.
- تفریق: B از A کم می‌شود (یا بالعکس) و تفاوت در Y و بیت انتقالی خروجی ظاهر می‌شود. برای این تابع، بیت انتقالی خروجی به‌طور مؤثری یک نشان گر برای «قرض» است. این عمل ممکن است برای مقایسهٔ اندازه‌های A و B نیز استفاده شود. در چنین مواردی، خروجی Y ممکن است توسط پردازنده نادیده گرفته شود، چون برای پردازنده فقط بیت‌های وضعیت (خصوصاً صفر و منفی) حاصل از عملیات اهمیت دارد.
- تفریق همراه با بیت قرضی: B از A همراه (یا بالعکس) با قرض (ورودی انتقالی) کم می‌شود و تفریق حاصل در Y همراه با خروجی انتقالی (خروجی قرض) نمایان می‌شود.
- مکمل دو (منفی کردن): A (یا B) از صفر کم می‌شود و تفاوت در Y نمایان می‌شود.
- افزایش: به A (یا B) یک واحد اضافه می‌شود و حاصل آن در Y نمایش داده می‌شود.
- کاهش: از A یا B یک واحد کم می‌شود و مقدار حاصل در Y نمایان می‌شود.
- عبور از طریق: تمام بیت‌های A (یا B) بدون تغییر در Y ظاهر می‌شوند. این عمل به‌طور معمول برای تعیین پریتی عملوند یا مشخص کردن صفر یا منفی بودن عملوند یا وارد کردن عملوند به داخل یک رجیستر پردازنده استفاده می‌شود.

### عملیات منطقی بیت به بیت (به انگلیسی: bitwise)
- AND: حاصل A «و» B که در Y نمایش داده می‌شود.
- OR: حاصل A «یا» B در Y نمایش داده می‌شود.
- Exclusive-OR (یا انحصاری): حاصل A XOR B در Y نمایش داده می‌شود.
- مکمل یک: تمام بیت‌های A (یا B) معکوس شده و در Y نمایش داده می‌شود.

### عملیات جابجایی بیت
| Type                 | Left | Right |
| -------------------- | ---- | ----- |
| Arithmetic shift     |      |       |
| Logical shift        |      |       |
| Rotate               |      |       |
| Rotate through carry |      |       |

عملیات جابجایی ای ال یو موجب جابجایی عملوند A(یا B) به سمت چپ یا راست (بسته به آپ کد) شده و عملوند جابجا شده در Y ظاهر می‌شود. ای ال یوهای معمولی فقط می‌توانند عملوند را به اندازهٔ موقعیت یک بیت جابجا کنند، درحالی‌که ای ال یوهای پیچیده با استفاده از جابجاگرهای بشکه ای می‌توانند در یک عملیات عملوند را به تعداد بیت‌های دلخواه جابجا کنند. در تمام عملیات جابجایی تک بیتی، بیت خارج شده از عملوند به شکل خروجی انتقالی نمایان می‌شود. مقدار بیت وارد شده به داخل عملوند بستگی به نوع جابجایی دارد.
- شیفت محاسباتی: عملوند به شکل یک اینتیجر مکمل دو در نظر گرفته می‌شود؛ به این معنی که مهم‌ترین بیت همان بیت علاممت است و حفظ می‌شود.
- شیفت منطقی: یک صفر منطقی به داخل عملوند جابجا می‌شود. این نوع برای جابجایی اینتیجرهای بدون علامت استفاده می‌شود.
- چرخش: عملوند به شکل یک بافر حلقوی از بیت‌ها در نظر گرفته می‌شود؛ بطوریکه کم ارزش‌ترین و با ارزش‌ترین بیت‌های آن به‌طور مؤثری در مجاورت هم هستند.
- چرخش از طریق بیت انتقالی: بیت انتقالی و عملوند مجموعاً به شکل یک بافر حلقوی از بیت‌ها در نظر گرفته می‌شوند.

## کاربردها

### محاسبهٔ چند دقتی
در محاسبات جبری اینتیجر، محاسبهٔ دقیق چند مرحله ای، الگوریتمی است که بر روی آن دسته از اینتیجرها صورت می‌گیرد که بزرگتر از اندازهٔ کلمهٔ ای ال یو هستند. به این صورت که، این الگوریتم هر عملوند را به‌صورت یک مجموعهٔ منظم از بخش‌هایی با اندازهٔ ای ال یو که از با ارزش‌ترین به کم ارزش‌ترین (یا بالعکس) مرتب شده‌اند در نظر می‌گیرد. برای مثال، در رابطه با یک ای ال یو ۸ بیتی، عدد صحیح ۲۴ بیتی 0x123456 به سه قسمت ۸ بیتی تقسیم می‌شود: 0x12 (با ارزش‌ترین)، 0x34 ، و 0x56 (کم ارزش‌ترین). از آنجاییکه سایز یک قسمت دقیقاً برابر با سایز کلمهٔ ای ال یو است، ای ال یو می‌تواند مستقیماً روی این قسمت از عملوند محاسبه انجام دهد. الگوریتم از ای ال یو استفاده می‌کند تا مستقیماً روی قسمت‌های خاص عملوند محاسبه انجام دهد و بنابراین یک قسمت مرتبط (یک تکه) از نتیجهٔ چند دقتی را تولید می‌کند. هر تکه بعد از تولید شدن، در ناحیهٔ مرتبطی از حافظه که به حاصل چند دقتی اختصاص داده شده‌است، نوشته می‌شود. این فرایند برای تمام قسمت‌های عملوند تکرار می‌شود به گونه ای که مجموعهٔ کاملی از قطعات تولید شود که حاصل یک عملیات دقیق چند پاره است.
در عملیات محاسباتی (مثلاً جمع یا تفریق)، با فراخوان یک عملیات ای ال یو روی بخش‌های کم ارزش تر عملوند، الگوریتم آغاز می‌شود و بدین گونه یک قطعهٔ کم ارزش و یک بیت انتقالی خروجی تولید می‌شود. الگوریتم، قطعهٔ مورد نظر را در حافظهٔ مربوط می‌نویسد، درحالی‌که ماشین وضعیت پردازنده، به‌طور معمول بیت انتقالی خروجی را در یک رجیستر وضعیت ای ال یو ذخیره می‌کند. الگوریتم سپس سراغ قطعهٔ بعدی از مجموعهٔ هر عملوند می‌رود و عملیاتی را از ای ال یو بر روی این قطعه‌ها همراه با بیت انتقالی ذخیره شده از عملیات قبلی ای ال یو فراخوان می‌کند و در نتیجه قطعه ای دیگر (با ارزش تر) و یک بیت انتقالی خروجی تولید می‌کند. همانند قبل، بیت انتقالی در رجیستر وضعیت ذخیره می‌شود و قطعهٔ تولید شده در حافظهٔ اختصاص داده شده نوشته می‌شود. این فرایند ادامه پیدا می‌کند تا زمانیکه تمام قطعات عملوند پردازش می‌شوند، در نتیجه مجموعهٔ کاملی از قطعات در حافظه تولید می‌شود که همان نتیجهٔ محاسبهٔ چند دقتی است.
در عملیات جابجایی چند دقتی، ترتیب پردازش قطعات عملوند بستگی به جهت جابجایی دارد. در عمیات جابجایی رو به چپ، قطعات با ارزش کمتر اول پردازش می‌شوند، چون کم ارزش‌ترین بیت هر قطعه -که از طریق بیت انتقالی ذخیره شده منتقل می‌شود _ باید از با ارزش‌ترین بیت کم ارزش‌ترین عملوندی که پیش از آن به سمت چپ جابجا شده‌است، به‌دست آید. بالعکس، در عملیات جابجایی به راست، عملوندها از بخش با ارزش تر پردازش می‌شوند، چون با ارزش‌ترین بیت هر قطعه باید از کم ارزش‌ترین بیت با ارزش‌ترین عملوندی که پیش از آن به سمت راست جابجا شده به‌دست آید.
در عملیات منطقی بیت به بیت (نظیر AND منطقی و OR منطقی)، قطعات عملوند را می‌توان به هر ترتیب دلخواهی پردازش کرد، چون هر قطعه فقط به قطعات عملوند متناظر بستگی دارد (بیت انتقالی ذخیره شده از عملیات پیشین ای ال یو نادیده گرفته می‌شود).

### عملیات پیچیده
اگرچه می‌توان ای ال یو را طوری طراحی کرد که توابع پیچیده را انجام دهد، اما باعث پیچیدگی بیشتر مدار، هزینه و مصرف انرژی بیشتر و اندازهٔ بزرگتر آن می‌شود که این کار در بیشتر موارد به‌طور عملی امکان‌پذیر نیست. در نتیجه، واحد منطق و محاسبه معمولاً محدود به توابع ساده هستند که سرعت اجرای بسیار بالا دارند (یعنی تأخیر انتشار بسیار کوتاه) و مدار پردازندهٔ خارجی با هماهنگ‌کردن مجموعهٔ متوالی از توابع ساده‌تر در ای ال یو، توابع پیچیده را اجرا می‌کند.
برای مثال، محاسبهٔ ریشه دوم یک عدد ممکن است به شیوه‌های مختلفی پیاده‌سازی شود که بستگی به پیچیدگی ای ال یو دارد.
- محاسبه در تنها یک بازهٔ ساعت: یک ای ال یو بسیار پیچیده که ریشه دوم را در طی تنها یک عملیات محاسبه می‌کند.
- خط لوله محاسبه: گروهی از ای ال یوهای ساده که ریشه دوم را در طی مراحلی محاسبه می‌کنند و نتایج بینابینی در ای ال یو جابجا می‌شوند و شبیه خط تولید یک کارخانه مرتب می‌شوند. این مدار می‌تواند قبل از تمام کردن مورد قبلی عملوندهای جدید را بپذیرد و با سرعتی معادل با سرعت یک ای ال یو ی بسیار پیچیده نتایج را تولید می‌کند، اگرچه نتایج با تأخیری معادل با مجموع تاخیرهای انتشار مراحل ای ال یو به‌دست می‌آید. برای اطلاعات بیشتر مراجعه کنید به مقاله خط تولید دستورالعمل.
- محاسبهٔ پیمایشی: یک ای ال یو ی ساده که ریشه دوم را از طریق مراحل متعدد و تحت هدایت واحد کنترل محاسبه می‌کند.

پیاده‌سازی‌های بالا بترتیب از روش‌های بسیار سریع و بسیار هزینه بر تا روش‌های بسیار کند و با کمترین هزینه ذکر شده‌اند. ریشه دوم در تمام موارد محاسبه می‌شود اما پردازنده‌های دارای ای ال یوهای ساده زمان بیشتری برای محاسبه می‌برند، زیرا عملیات متعددی در ای ال یو باید انجام گردد.